# Diaethria patlensis
Diaethria patlensis är en fjärilsart som beskrevs av De la Maza 1977. Diaethria patlensis ingår i släktet Diaethria och familjen praktfjärilar. Inga underarter finns listade i Catalogue of Life.